# 郑林
郑林（1908年—1987年），原名赵汝森，字林泉，曾用名赵兴昌、赵武生、周林，山西永济人，中华人民共和国政治人物、书法家。

## 生平

### 民国时期
1931年，考入太原法学院法律系。1934年，加入中国共产党，任法学院党支部书i己，中共山两省委宣传干事，中国民族武装自卫委员会分会书记。1935年，因反会考斗争被捕，1937年5月，经营救出狱。
抗日战争爆发后，任中共晋绥边工委（特委）组织部部长，在西雁北地区发动群众开展减相减息、合理负担试点工作。1939年春，代表特委带队赴延安汇报工作，毛泽东听了很满意，鼓励继续发动、武装群众进行山地游击战，以独立自主的方针坚持抗日民族统一战线。1941年秋，任中共雁北工委组织部部长兼第九地委书记；在雁北地区最困难的时期，率领地委一班人顽强辗转。后任中共中央晋绥分局党校干部科科长兼校党总支书记、二部副主任。1944年5月，晋绥党校二部于兴县碧村改建为新民主主义教育实验学校，他任副校长、校长。
1945年9月，作为北上工作团团长率领部分学员开赴大同、绥蒙前线，配合作战部队，不久受任中共雁门区委宣传部部长兼新华社雁门分社社长。1946年冬，起任中共晋绥第二地委宣传部部长、副书记、书记兼第二军分区政委。1948年4月5日，毛泽东率领中央机关赴西柏坡途中路经神池，当晚委托任弼时专门听取二地委驻神池县土改工作团团长郑林等关于土改、整党和生产自救情况的汇报，1949年夏，他任晋两北中心地委书记兼中心军分区政委，统一领导晋西北22个县的工作。

### 共和国时期
中华人民共和国成立后，历任中共太原市委常委、太原市副市长、中共山西省委统战部部长、省委常委兼秘书长、省委书记处书记，常务副省长。1952年至1958年任山西省委常委、统战部部长。1977年至1982年，任中共山西省委统战部部长、山西省政协副主席。他是中共八大代表，第三届全国人大代表，第五届全国政协委员。1989年10月19日去世，享年79岁。出版有《郑林风范》、《郑林书法集》等书法著作集。